# Erdős Renée Ház
Az Erdős Renée Ház 1990 óta működő múzeum és kiállítótér Rákosmentén. A kiállításnak helyt adó villaépületet 1895-ben emelték. 1927-ben Erdős Renée, a kor neves írónője vásárolta meg, aki 1944-ig itt lakott. Az épület fővárosi védettséget élvez.

## Története
Az Erdős Renée Ház Muzeális Gyűjtemény és Kiállítóterem egyik elődintézménye az 1970-ben, egy Ferihegyi úti parasztházban megnyílt Néprajzi Emlékház, amely a kerület elődközségeinek néprajzi emlékanyagát, hagyományait mutatta be, ám 1978-ban a terjeszkedő lakótelep áldozatává vált. Múzeumi leltárban feldolgozott tárgyi anyaga azonban különböző raktárakban fennmaradt. A másik az 1960-as évek végétől működő Helytörténeti Klubból megalakult a Rákosmenti Helytörténeti Gyűjtemény, amely kerületi adattárként működve a helytörténet írásos és fotódokumentációját gyűjtötte, ám önálló kiállítóteremmel nem rendelkezett.
Az Erdős Renée Ház megalakulásakor, 1990-ben, a földszinti kiállítótermekben megépült egy állandó, nagyrészt dokumentum-másolatokból álló helytörténeti kiállítás; egy, a Néprajzi Emlékház anyagának töredékére épülő néprajzi szobarészlet, és egy „Epress-gyűjtemény kamarakiállítás”, amelynek változatos tárgyi anyaga egy kerületi gyűjtőtől, Epress Rezsőtől származott. Ekkor rendezték be az intézmény névadójának, Erdős Renée-nek az emlékszobáját és a kerület határában lévő természetvédelmi területnek, a Merzse-mocsárnak az élővilágát bemutató dioráma-kiállítást.
A korábban a kerületi önkormányzat művelődési irodája által működtetett intézmény 2001-ben önálló szakmai vezetést kapott. A hajdani Néprajzi Emlékház elzárt anyagának felkutatása, revíziója, részbeni restaurálása, a megfelelő raktári körülmények kialakítása; a Rákosmenti Helytörténeti Gyűjtemény (azaz az adattár) és az Erdős Renée Ház (vagyis a tárgyi anyag őrzője) szervezeti, szakmai összevonása után 2005-ben új helytörténeti és néprajzi kiállítás nyílt.
Az állandó kiállítások mellett a kezdetektől, havi rendszerességgel képző- és iparművészeti, esetenként történeti időszaki kiállításoknak ad helyet az intézmény. A magyar művészeti élet olyan kimagasló, 20. századi egyéniségének rendeztek itt tárlatokat, mint Czimra Gyula, Kotász Károly, Kisfaludi Strobl Zsigmond, Csekovszky Árpád, Reich Károly, Laborcz Ferenc, valamint a ma élő, kortárs művészek közül is számos jeles alkotó állított és állít ki itt. Rendszeresen rendeznek csoportos kiállításokat a XVII. kerületi és az országos művészeti szervezetek is.
2009 decemberétől a villa számos egzotikus növényt is tartalmazó parkjában és az épület hátsó falánál Kőtár állít emléket a régi rákosmenti temetőknek és az egyéb közterületi emlékeknek.
Pincéjében működik a Renée Cafée nevű múzeumi kávézó. 
A ház falán az írónő halálának 50. évfordulóján, 2006. július 9-én emléktáblát helyeztek el.

## Kiadványa
Az Erdős Renée Ház adja ki a Rákosmenti Helytörténeti Füzetek című könyvsorozatot.